# Gryonoides paraguayensis
Gryonoides paraguayensis (лат.) — вид наездников-сцелионид рода Gryonoides из подсемейства Teleasinae. Южная Америка.

## Распространение
Неотропика: Парагвай (Южная Америка).

## Описание
Мелкие перепончатокрылые насекомые: длина тела 2—3 мм. Gryonoides paraguayensis наиболее похож на G. pulchellus, так как у этих двух видов общая голая медиальная область латеральной проподеальной области и дорсальной метаплевральной области, а также длинный задний проподеальный выступ (по крайней мере, в 1,5 раза длиннее ширины) и дорсально замкнутый торулярный треугольник; но отличается от этого вида морщинистым тергитом Т3. У самцов G. paraguayensis щетинки на жгутиках более длинные (длина более чем в два раза превышает ширину жгутика), тогда как у самцов группы puchellus щетинки на жгутиках короче (длина менее чем в 2 раза превышает ширину жгутика). Имеют два мезоскутеллярных шипика, удлиненный наличник. Предположительно, как и близкие группы, паразитоиды яиц жужелиц. Вид был впервые описан в 2021 году канадским гименоптерологом Любомиром Маснером и американским энтомологом István Mikó.